# Conrad Buchwald
Conrad Buchwald (* 27. Juli 1867 in Breslau, Provinz Schlesien; † 15. April 1931 ebenda) war ein deutscher Kunsthistoriker und Bibliothekar.

## Leben
Conrad Buchwald, Sohn des Breslauer Kunstmalers Hugo Buchwald (1836–1919), studierte Kunstgeschichte an der Universität Breslau, wo er am 3. Dezember 1898 promoviert wurde. Anschließend unternahm er zahlreiche Studienreisen in Europa. Seit 1893 war er am Schlesischen Museums für Kunstgewerbe und Altertümer in Breslau tätig und wurde 1899 dessen Kustos und Bibliothekar. Er beschäftigte sich überwiegend mit der Kunstgeschichte seiner Heimatstadt Breslau und Schlesiens.

## Veröffentlichungen (Auswahl)
- Adriaen de Vries. Seemann, Leipzig 1899 (Dissertation, Digitalisat).
- Conrad Buchwald: Das Heim der Schlesischen Gesellschaft für vaterländische Kultur in Breslau. In: Berliner Architekturwelt. Nr. 1, April 1908, S. 2–21 (zlb.de).
- Das Haus Albert und Toni Neisser. Ein Führer. Schlesisches Museum für Kunstgewerbe und Altertümer, Breslau 1920 (weitere Auflagen 1921, 1923, 1927)
- Einige Hauptwerke der kirchlichen Malerei und Bildhauerei des Mittelalters. Verlag des Museums, Breslau 1920 (Digitalisat).
- Vorwort zum Werk 50 Köpfe des Bildhauers Paul Schulz, Breslau 1930 (OCLC 252879466)